# Phomopsis euphorbiae
Phomopsis euphorbiae är en svampart som beskrevs av Sawada 1959. Phomopsis euphorbiae ingår i släktet Phomopsis och familjen Diaporthaceae.   Inga underarter finns listade i Catalogue of Life.